# Aztecarpalus
Aztecarpalus is een geslacht van kevers uit de familie van de loopkevers (Carabidae). De wetenschappelijke naam van het geslacht is voor het eerst geldig gepubliceerd in 1970 door Ball.

## Soorten
Het geslacht Aztecarpalus omvat de volgende soorten:
- Aztecarpalus hebescens Bates, 1882
- Aztecarpalus hemingi Ball, 1976
- Aztecarpalus lectoculus Ball, 1970
- Aztecarpalus liolus Bates, 1882
- Aztecarpalus marmorus Ball, 1970
- Aztecarpalus platyderus Bates, 1882
- Aztecarpalus schaeffer Ball, 1970
- Aztecarpalus trochotrichis Ball, 1970
- Aztecarpalus whiteheadi Ball, 1976